# Левые (Словения)
«Левые» («Левица», словен. Levica) — экосоциалистическая политическая партия в Словении. Была создана 24 июня 2017 года путем слияния Инициативы за демократический социализм (IDS) и Партии за устойчивое развитие Словении (TRS). Партия является преемником левого избирательного альянса «Объединённые левые».

## Образование
Коалиция «Объединённые левые» была создана для участия в европейских выборах 2014 года. Учредительный съезд «Объединённых левых» 1 марта 2014 года посетил Алексис Ципрас из греческой СИРИЗА. На выборах в Европарламент коалиция сенсационно получила 5,5 % голосов, чего, впрочем, было недостаточно для выбора хотя бы одного евродепутата. На последовавших парламентских выборах 2014 года коалиция заняла пятое место, получив 51 463 (5,97 %) голосов и 6 депутатских мандатов — столько же, сколько и партия «Социал-демократы», до того бывшая ведущей силой левого спектра в стране. Парламентскую фракцию «Объединённых левых» возглавил 27-летний Лука Месец.
В 2016 году начался переговорный процесс по объединению партий коалиции, занявший полтора года и сопровождавшийся внутренними спорами. Представители Демократической партии труда и независимых активистов, не представленные в парламенте, обвиняли две другие партии в недемократических тенденциях и отказались сливаться с ними; также откололась часть членов Инициативы за демократический социализм, включая одного из депутатов, Матьяжа Ханжека.
Тем не менее, при поддержке Партии европейских левых (ПЕЛ) летом 2017 года было завершено создание единой партии «Левица». Руководители Инициативы за демократический социализм и Партии за устойчивое развитие Словении (соответственно Лука Месец и Виолета Томич) стали координатором новой партии и его заместительницей.

## Принципы и деятельность
Словенские «Левые» отвергают неолиберальный капитализм и провозглашают принципы демократии участия, устойчивого развития, защиты окружающей среды, самоуправления, эгалитаризма, миролюбия — и «гуманного демократического социализма», подчёркивая, что в нынешних условиях это не тождественно социал-демократическому мировоззрению:
…Мы является сторонниками нового креативного социализма, социализма XXI века. С уважением относясь к старой социал-демократической традиции, революционным преобразованиям прошлого (включая революцию 1917 года в вашей стране, но учитывая и ошибки и недостатки, которые были ей присущи) или югославской модели самоуправляющегося социализма, мы отдаём себе отчёт в том, что все прежние модели имели ограничения и не смогли обойти исторических тупиков. В некоторых случаях реальная практика их реализации очень сильно отличалась от гуманистических идеалов социалистической перспективы.
Крупнейшая составляющая коалиции — Инициатива за демократический социализм — возникла из низового движения против жёсткой экономии, вдохновлявшегося «Захвати Уолл-стрит», и не имела отдельного лидера, располагая коллективным руководством. Интеллектуальный центр коалиции носил название «Рабоче-панковский университет» (Delavsko-punkerska univerza), который и выступил с инициативой новой левой политической силы в ноябре 2013 года. Преемником этой организации стал Институт трудовых исследований (Inštitut za delavske študije).
Политическая сила стояла у истоков общенациональной петиции с требованием повысить до 700 евро минимальный размер оплаты труда в Словении, составлявший 613 евро. Фракция «Объединённых левых» инициировала легализацию однополых браков в Словении. Отталкиваясь от неудачи греческого правительства Ципраса провести прогрессивные реформы, не выходя из зоны евро и не отвергая требования кредиторов, «Объединённые левые» призвали товарищей в других странах Евросоюза к формулированию альтернативного «плана Б», критического к институциям ЕС.

## Электоральная история и текущее состояние
На парламентских выборах 2018 года «Левые» набрали 9,33% голосов, завоевав 9 мест в парламенте. Были переизбраны все пять действующих депутатов от партии, а Наташа Сукич (которая до этого входила в горсовет Любляны) стала первым открытым представителем ЛГБТ-сообщества в словенском парламенте. После того, как христианско-консервативная партия «Новая Словения» отказалась от коалиционных переговоров с пятью левоцентристскими партиями во главе с претендентом на пост премьер-министра Марьяном Шарецом, «Левые» согласились поддержать его кандидатуру и не наставить на включении в коалиционное соглашение референдума о членстве в НАТО.  
В итоге, Шарецом было сформировано первое в Словении правительство меньшинства (из-за решения «Левых» официально не входить в правящую коалицию), положив тем самым конец самому длительному политическому тупику в истории страны. Однако с ноября 2019 года Левая партия приостановила сотрудничество с правительством и ушла в оппозицию. В начале 2020 года премьер-министр Шарец подал в отставку, что привело к падению его правительства.  
В марте 2020 года депутат Франк Трчек покинул партию и впоследствии перешёл во фракцию «Социал-демократы»; в начале 2022 года то же сделал Желько Циглер. Несколько дней спустя из рядов «Левых» вышла депутат Виолета Томич. В октябре 2020 года «Левые» с прочими партиями оппозиции левее центра присоединились к Коалиции конституционной дуги (Koalicija ustavnega loka - KUL), продвигаемой словенским экономистом Йоже Дамияном для формирования альтернативного правительства путём объединения левоцентристских оппозиционных партий.  
На парламентских выборах 2022 года «Левых» поддерживал известный мыслитель Славой Жижек, но партия потеряла более половины поддержки избирателей и сохранила только 5 депутатских мандатов. Тем не менее, она стала одной из пяти прошедших в парламент партий и, сообразно результатам внутрипартийного референдума (91,07 % членов — «за», 5,8 % — «против», 3,13 % воздержались), вошла в правящую коалицию левоцентристских партий «Движение „Свобода“» и «Социал-демократы». Координатор «Левых» Лука Месец стал заместителем премьер-министра и министром труда, семьи, социальных дел и равных возможностей в правительстве Роберта Голоба. Аста Вречко получила портфель министра культуры, Симон Малявец возглавил недавно созданное министерство солидарного будущего. 
Партия изначально заявила, что не будет выдвигать своего кандидата на президентских выборах 2022 года. Однако после того, как Марта Кос сняла свою кандидатуру, «Левые» выставили своего депутата Миху Кордиша. Он набрал 2,81% голосов в первом туре, что является наименьшим показателем среди всех кандидатов.  
В июне 2023 года «Левые» провели свой съезд и выборы в органы партии. Лука Месец предложил уйти в отставку с поста координатора после почти десяти лет во главе партии и её предшественницы. Более радикальное крыло партии («Группа активистов») во главе с депутатом Михой Кордишем, разочарованное текущим руководством, получило 15 из 25 прямо избираемых мест в партийном совете, однако проиграло борьбу за пост партийного координатора, которым была избрана Аста Вречко, поддержалнная Месецем. В 2025 году Кордиш, даже на фоне остальной партии скандально известный своей поддержкой «интересов безопасности» РФ в российско-украинской войне, был исключён из рядов «Левых» и заявил о создании новой партии «Мы, социалисты!».
«Левые» часто подвергаются нападкам других партий. Даже в футболке с логотипом панк-группы Bad Religion, в которой в Национальном собрании появился депутат от «Левых» и профессиональный музыкант Примож Ситер, усмотрели оскорбление религиозных чувств.